# Objetivo catadióptrico

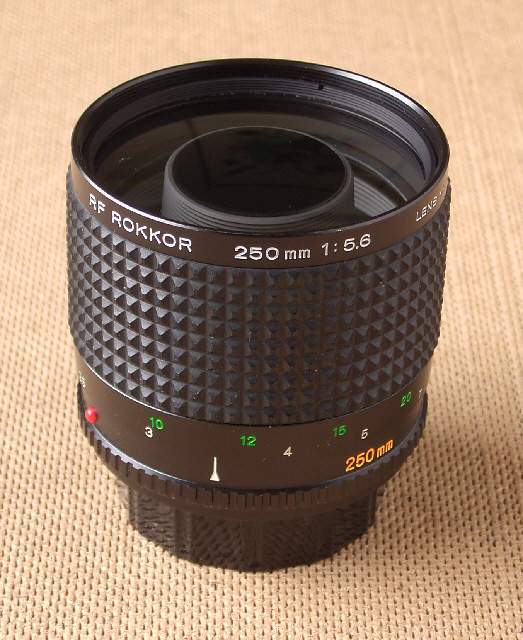
Objetivo catadrióptico 5,6/250mm apenas más grande que un objetivo normal.

Un sistema óptico catadióptrico es aquel en el que la refracción y la reflexión se combinan en un sistema óptico, generalmente a través de lentes (dioptrías) y espejos curvos (catóptricos). Combinaciones catadióptricos se utilizan en centrándose sistemas tales como reflectores, faros, temprano faro sistemas de enfoque, los telescopios ópticos, microscopios , y lentes de teleobjetivos. Otros sistemas ópticos que utilizan lentes y espejos también se denominan "catadióptricos", como los de vigilancia. Sensores catadióptricos .
También conocidos como objetivos réflex y objetivos de espejos, los objetivos catadióptricos están diseñados con una combinación de lentes y espejos curvos que permiten grandes distancias focales en un objetivo pequeño.

## Sistemas catadióptricos tempranos
Se han utilizado combinaciones catadióptricas para muchos de los primeros sistemas ópticos. En la década de 1820, Augustin-Jean Fresnel desarrolló varios reflectores de faros catadióptricos. Léon Foucault desarrolló un microscopio catadióptrico en 1859 para contrarrestar las aberraciones del uso de lentes para obtener imágenes de objetos a alta potencia. En 1876, un ingeniero francés, A. Mangin, inventó lo que se ha dado en llamar el espejo de Mangin, un reflector de vidrio cóncavo con la superficie plateada en la parte posterior del vidrio. Las dos superficies del reflector tienen diferentes radios para corregir la aberración del espejo esférico. La luz atraviesa el vidrio dos veces, lo que hace que todo el sistema actúe como una lente triple. Los espejos Mangin se utilizaron en los reflectores, donde producían un rayo paralelo casi verdadero. Muchos telescopios catadióptricos usan lentes negativos con una capa reflectante en la parte trasera que se conocen como "espejos Mangin", aunque no son objetivos de un solo elemento como el Mangin original, y algunos incluso son anteriores a la invención de Mangin.

## Características
Son objetivos muy ligeros, muy pequeños en relación con su distancia focal, no producen aberraciones cromáticas y son muy baratos. Como inconvenientes cuentan con una apertura de diafragma fija, no son luminosos (f:8 es usual) y tienen un bokeh característico muy poco apreciado.
Al tener una apertura de diafragma fija, la profundidad de campo no es ajustable. La exposición se ajusta mediante la velocidad de obturación o con un juego de filtros gris
Para cámaras de pequeño formato las distancias focales van desde 200 mm hasta 2000 mm.

## Telescopios catadióptricos
Los telescopios catadióptricos son telescopios ópticos que combinan espejos y lentes con formas específicas para formar una imagen. Esto generalmente se hace para que el telescopio pueda tener un mayor grado de corrección de errores en general que sus contrapartes de lentes o espejos, con un campo de visión libre de aberraciones, en consecuencia, más amplio . Sus diseños pueden tener superficies simples totalmente esféricas y pueden aprovechar una trayectoria óptica plegada que reduce la masa del telescopio, haciéndolos más fáciles de fabricar. Muchos tipos emplean "correctores", una lente o un espejo curvo en un sistema óptico combinado de formación de imágenes para que el elemento reflectante o refractivo pueda corregir las aberraciones producidas por su contraparte.

### Diálisis catadióptricos
Los dializados catadióptricos son el tipo más antiguo de telescopio catadióptrico. Consisten en un objetivo telescópico refractor de un solo elemento combinado con una lente negativa con respaldo plateado (similar a un espejo Mangin). El primero de ellos fue el telescopio hamiltoniano patentado por WF Hamilton en 1814. El telescopio medial Schupmann diseñado por el óptico alemán Ludwig Schupmann a fines del siglo XIX colocó el espejo catadióptrico más allá del foco del refractor primario y agregó una tercera corrección / enfoque. lente al sistema.

### Correctores de apertura total
Hay varios diseños de telescopios que aprovechan la colocación de una o más lentes de diámetro completo (comúnmente llamadas " placa correctora ") frente a un espejo primario esférico. Estos diseños aprovechan que todas las superficies son "esféricamente simétricas" y se inventaron originalmente como modificaciones de los sistemas ópticos basados en espejos ( telescopios reflectores ) para permitirles tener un plano de imagen relativamente libre de coma o astigmatismo para que pudieran usarse como astrograficocámaras. Funcionan combinando la capacidad de un espejo esférico para reflejar la luz hacia el mismo punto con una lente grande en la parte delantera del sistema (un corrector) que dobla ligeramente la luz entrante, lo que permite que el espejo esférico refleje objetos en el infinito . Algunos de estos diseños se han adaptado para crear cassegrains catadióptricos compactos y de longitud focal larga .

#### Placa correctora Schmidt

Trajectoria de la luz en un Schmidt–Cassegrain

El corrector Schmidt , la primera placa correctora de diámetro completo, se utilizó en la cámara Schmidt de 1931 de Bernhard Schmidt. La cámara Schmidt es un telescopio fotográfico de campo amplio, con la placa correctora en el centro de curvatura del espejo principal, produciendo una imagen en un foco dentro del conjunto del tubo en el foco principal.donde se monta una placa de película curva o un detector. El corrector relativamente delgado y liviano permite que las cámaras Schmidt se construyan en diámetros de hasta 1.3 m. La forma compleja del corrector requiere varios procesos para hacer, comenzando con una pieza plana de vidrio óptico, colocando un vacío en un lado para curvar toda la pieza, luego esmerilando y puliendo el otro lado para lograr la forma exacta requerida para corregir el aberración esférica causada por el espejo primario. El diseño se ha adaptado a muchas variantes de Schmidt.

#### Subtipos populares
- Los telescopios Schmidt-Cassegrain son uno de los diseños comerciales más populares en el mercado astronómico amateur,[6] habiendo sido producidos en masa desde la década de 1960. El diseño reemplaza el soporte de película de la cámara Schmidt con un espejo secundario Cassegrain, creando un camino óptico plegado con una distancia focal larga y un campo de visión estrecho.

#### Carcasa correctora de menisco
La idea de reemplazar la complicada placa correctora de Schmidt con una lente de menisco esférico de apertura total fácil de fabricar (una carcasa correctora de menisco ) para crear un telescopio de campo amplio se le ocurrió al menos a cuatro diseñadores ópticos a principios de la década de 1940 en la Europa devastada por la guerra, incluidos Albert Bouwers (1940), Dmitri Dmitrievich Maksutov (1941), K. Penning y Dennis Gabor (1941). El secreto durante la guerra impidió que estos inventores conocieran los diseños de los demás, lo que llevó a que cada uno fuera un invento independiente. Albert Bouwers construyó un prototipo de telescopio de meniscoen agosto de 1940 y lo patentó en febrero de 1941. Utilizaba un menisco esférico concéntrico y solo era adecuado como cámara astronómica monocromática. En un diseño posterior, agregó un doblete cementado para corregir la aberración cromática. Dmitri Maksutov construyó un prototipo para un tipo similar de telescopio de menisco, el telescopio Maksutov , en octubre de 1941 y lo patentó en noviembre de ese mismo año. Su diseño corrigió las aberraciones esféricas y cromáticas colocando un corrector de menisco de forma negativa débil más cerca del espejo primario.

#### Subtipos populares

Trayectoria de luz en un telescopio de menisco (Maksutov – Cassegrain)

- Los telescopios Maksutov-Cassegrain son el diseño más común que utiliza un corrector de menisco, una variante del telescopio Maksutov. Tiene un "punto" plateado secundario en el corrector, lo que lo convierte en un telescopio de longitud focal larga pero compacto (trayectoria óptica plegada) con un campo de visión estrecho. Esta idea de diseño apareció en las notas de Dmitri Maksutov de 1941 y fue desarrollada originalmente en diseños comerciales por Lawrence Braymer ( Questar, 1954 ) y John Gregory ( patente de 1955[10] ). La combinación del corrector con la mancha secundaria plateada hace que Maksutov – Cassegrains requiera poco mantenimiento y sea robusto, ya que pueden sellarse al aire y fijarse en alineación (colimación).

### Lente correctora Houghton
Ecuaciones de diseño del corrector de doblete de Houghton: diseño simétrico de caso especial.
El telescopio Houghton o el telescopio Lurie-Houghton es un diseño que utiliza una lente amplia compuesta positiva-negativa en toda la apertura frontal para corregir la aberración esférica del espejo principal. Si se desea, los dos elementos correctores se pueden realizar con el mismo tipo de vidrio, ya que la aberración cromática del corrector Houghton es mínima.
El corrector es más grueso que el corrector frontal de Schmidt-Cassegrain, pero mucho más delgado que un corrector de menisco de Maksutov. Todas las superficies de la lente y la superficie del espejo son esferoidales, lo que facilita enormemente la construcción de aficionados.

### Correctores de sub-apertura

Trayectoria de la luz en un telescopio Argunov Cassegrain.

En los diseños de correctores de sub-apertura, los elementos correctores suelen estar en el foco de un objetivo mucho más grande. Estos elementos pueden ser tanto lentes como espejos, pero dado que están involucradas múltiples superficies, lograr una buena corrección de aberraciones en estos sistemas puede ser muy complejo. Ejemplos de telescopios catadióptricos correctores de sub-apertura incluyen el telescopio Argunov-Cassegrain, el telescopio Klevtsov-Cassegrain y el corrector de sub-apertura Maksutovs, que utilizan como "espejo secundario" un grupo óptico que consta de elementos de lentes y, a veces, espejos diseñados para aberración correcta, así como los telescopios newtonianos Jones-Bird, que utilizan un espejo primario esférico combinado con una pequeña lente correctora montada cerca del foco.

## Lentes fotográficos catadióptricos

Ejemplo de una lente catadióptrica que usa " espejos de Mangin " de superficie trasera (Minolta RF Rokkor-X 250mm f / 5.6)

También se utilizan varios tipos de sistemas catadióptricos en lentes de cámaras de fotografía conocidos alternativamente como lentes catadióptricos (CAT), lentes reflejos o lentes de espejo. Estas lentes utilizan alguna forma de diseño de cassegrain que reduce en gran medida la longitud física del conjunto óptico, en parte doblando la trayectoria óptica, pero principalmente a través del efecto telefoto del espejo secundario convexo que multiplica la distancia focal muchas veces (hasta 4 a 5 veces). Esto crea lentes con distancias focales desde 250 mm hasta 1000 mm y más que son mucho más cortos y compactos que sus contrapartes de enfoque largo o telefoto. Es más, la aberración cromática, un problema importante con las lentes refractivas largas, y la aberración fuera del eje, un problema importante con los telescopios reflectantes, se elimina casi por completo mediante el sistema catadióptrico, lo que hace que la imagen que producen sea adecuada para llenar el gran plano focal de una cámara.

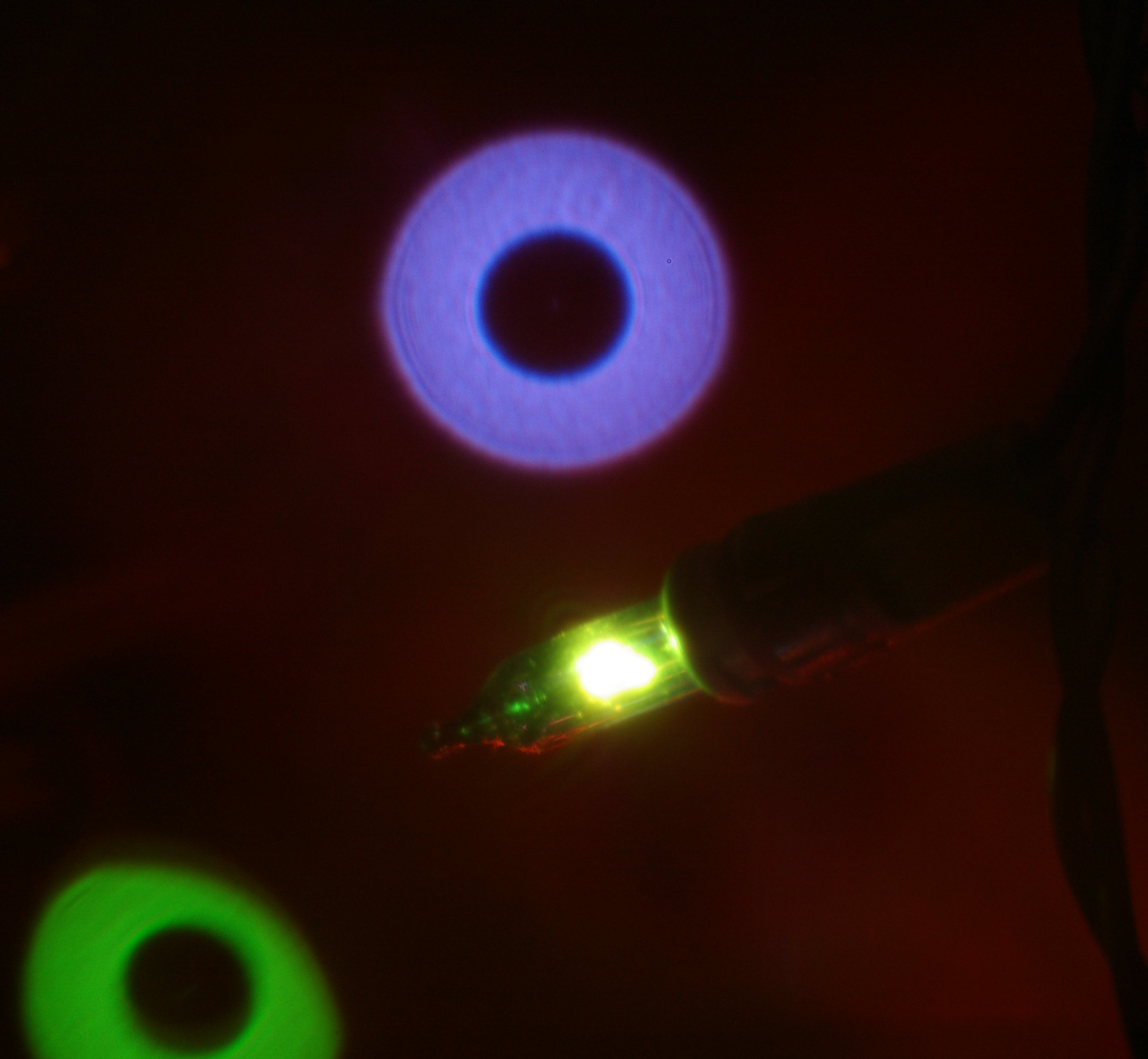
Un ejemplo de 'desenfoque del iris' o bokeh producido por una lente catadióptrica, detrás de una luz enfocada.

Sin embargo, las lentes catadióptricas tienen varios inconvenientes. El hecho de que tengan una obstrucción central significa que no pueden usar un diafragma ajustable para controlar la transmisión de luz. Esto significa que el valor del número F de la lente se fija a la relación focal global diseñada del sistema óptico (el diámetro del espejo primario dividido entre la distancia focal). La incapacidad para detener la lente da como resultado que la lente catadióptrica tenga una profundidad de campo corta. La exposición generalmente se ajusta mediante la colocación de filtros de densidad neutra en la parte delantera o trasera de la lente. Su función de transferencia de modulación muestra un bajo contraste a bajas frecuencias espaciales. Finalmente, su característica más sobresaliente es la forma anular de las áreas desenfocadas de la imagen, dando un 'desenfoque del iris' en forma de rosquilla o bokeh, causado por la forma de la pupila de entrada.
Varias empresas fabricaron lentes catadióptricos a lo largo de la última parte del siglo XX. Nikon (bajo los nombres Mirror- Nikkor y más tarde Reflex- Nikkor ) y Canon ofrecieron varios diseños, como 500 mm 1: 8 y 1000 mm 1:11. Empresas más pequeñas como Tamron, Samyang, Vivitar, y Opteka también ofreció varias versiones, y las tres últimas de estas marcas todavía producen activamente una serie de lentes catadióptricos para su uso en cámaras de sistema modernas. Sony (antes Minolta) ofreció una lente catadióptrica de 500 mm para su gama de cámaras Alpha. La lente Sony tenía la distinción de ser la única lente réflex fabricada por una marca importante que presenta enfoque automático (además de la lente idéntica fabricada por Minolta que precedió a la producción de Sony).

### Productos
En 2003 Minolta ofrece un objetivo de gran valor óptico y mecánico de 500mm f:8 autofoco. De hecho fue el primer objetivo catadióptrico en los años 90. También Jenoptik fabrica un catadióptrico de 500mm f:4.
Sigma por su parte ofrece un modelo de mayor distancia focal, 600mm f:8, con un tamaño de 12cm de largo, apenas un quinto de la distancia focal efectiva.
Los objetivos más grandes que se fabrican son los Pentax (K y M 2000mm f:13,5), Nikon (2000mm f:11), Minolta (1600mm f:11) y Minolta (1600mm f:11),  pero solo se fabrican por encargo. Existe un Canon (5200mm f:14).

#### Pentax
- Montura K
  - smc Pentax K Reflex 2000mm F13.5 (1979-1982)
  - smc Pentax M Reflex 2000mm F13.5 (1982-2004)
  - smc Pentax K Reflex 1000mm F11 (1977-2004)
  - smc Pentax K 400-600mm F8-12 Reflex (1984-1999)

- Montura 6x7 (formato medio)
  - Reflex-Takumar 6X7 1000mm F8 (1971 - ?)

#### Otras marcas
- Montura rosca T
  - Samyang  500mm  F6.3
  - Samyang  440mm  F5.6